# Mies
Mies é uma  comuna suíça do Cantão de Vaud, pertencente ao distrito de Nyon. Faz parte de uma das nove comunas da Terra Santa e como elas encontra-se na Região Lemánica, fazendo assim parte da  Suíça romanda.

## História
Mies que fica junto do Lago Lemano a meia distância entre as cidades de Nyon e Genebra, é com Chavannes-des-Bois, a porta de saída para o Cantão de Genebra. Aliás há quem afirme que Mies provém de mi (demi), logo meio, e meio porque fica a meio de Nyon-Genebra, mas também a meio caminho de Coppet e Versoix (GE).
Escritos datados de 1345 ortografam a localidade como  Miez, e posteriormente aparece como: Mier, Myez, Myer, Myes and only in 1912 Mies.

## Diversos
Além do acesso ao lago que permite a banhada e os desportos náuticos, Mies é conhecido da Jet set pelo Polo Club de Vetay  que é activo na região há mais de 20 anos e organiza o seu torneio anualmente em Agosto. Na realidade o desporto sendo etílico não é no entanto fechado até porque durante o torneio o acesso é gratuito o que chama entre 4 a 5 000 espectadores.

## Imagens

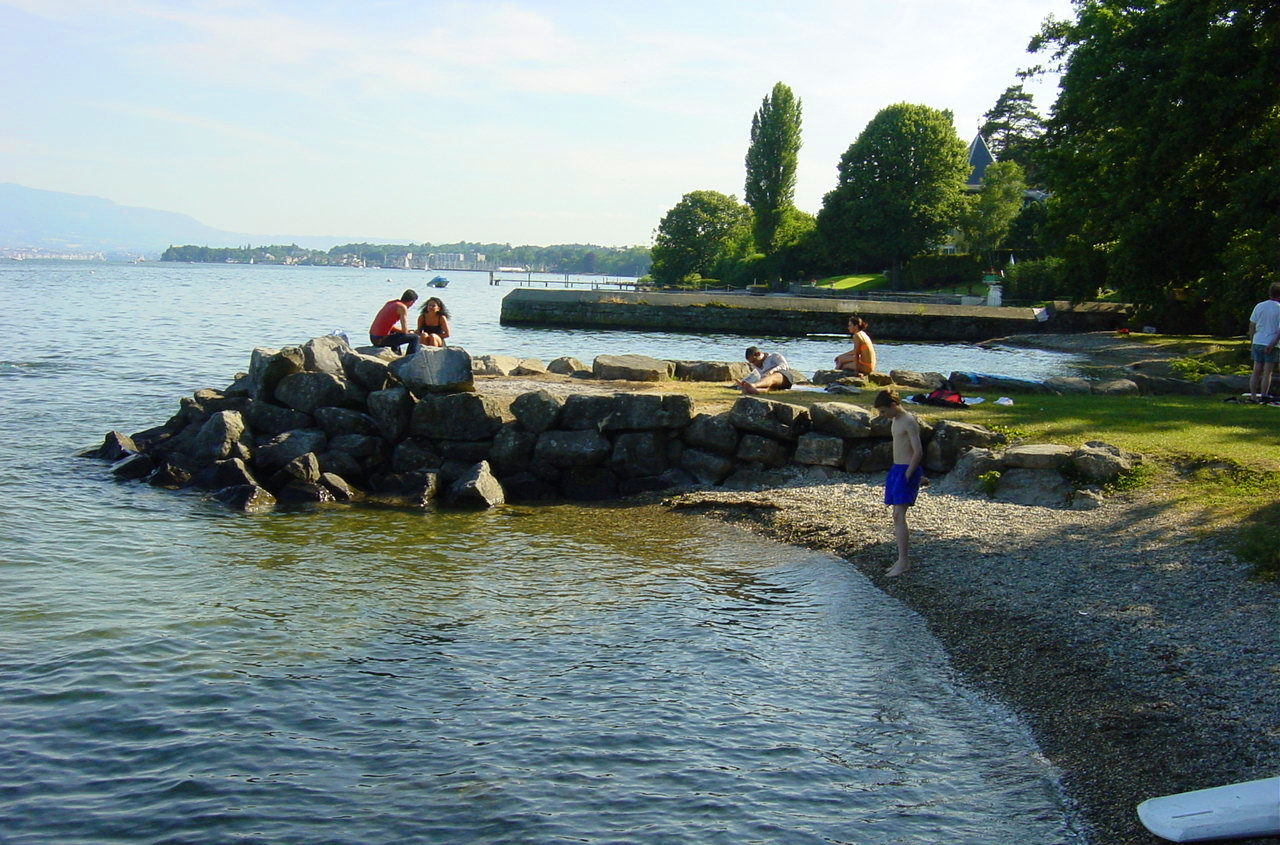
Praia junto ao lago
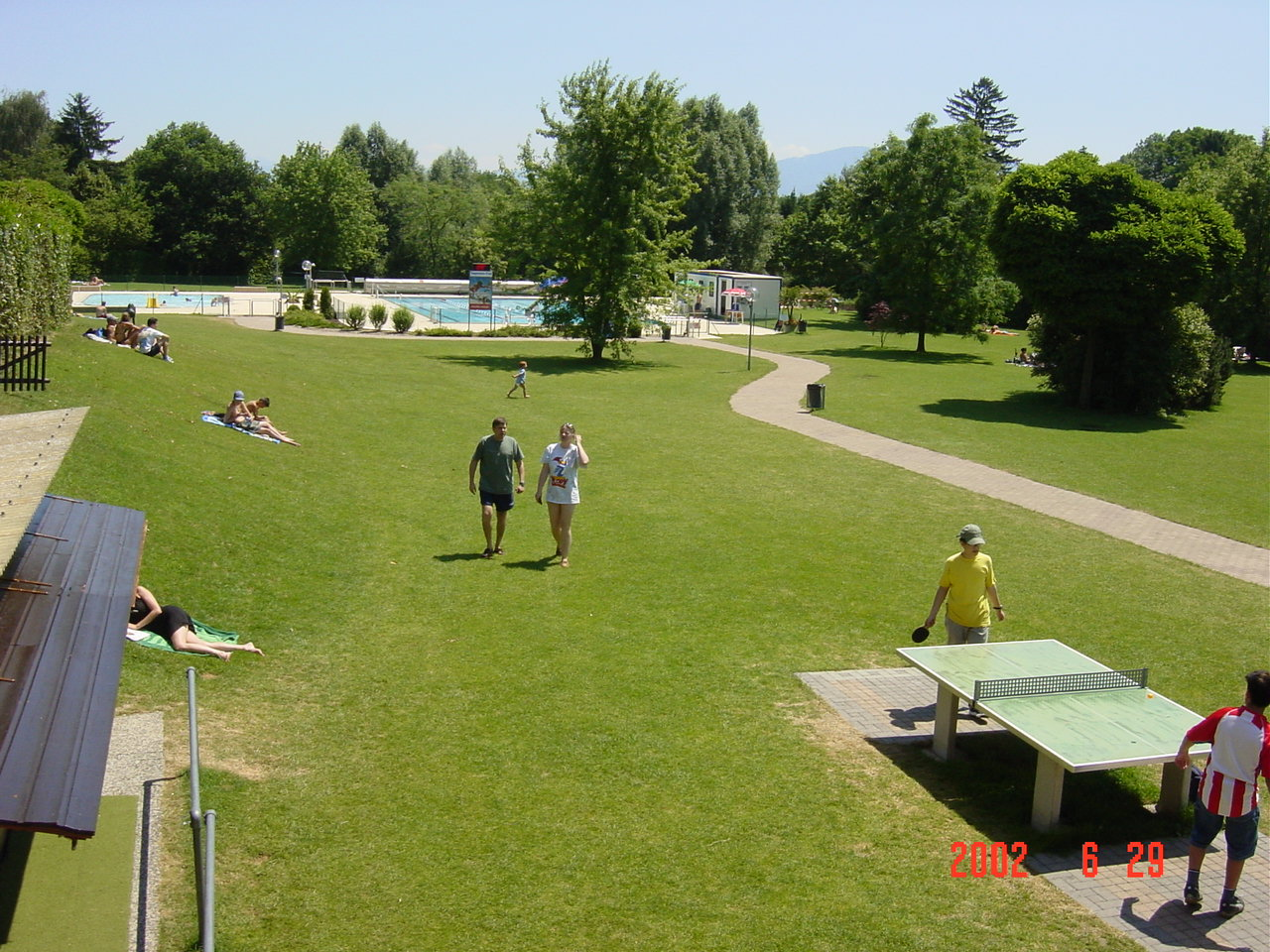
Centro desportivo de Versoix
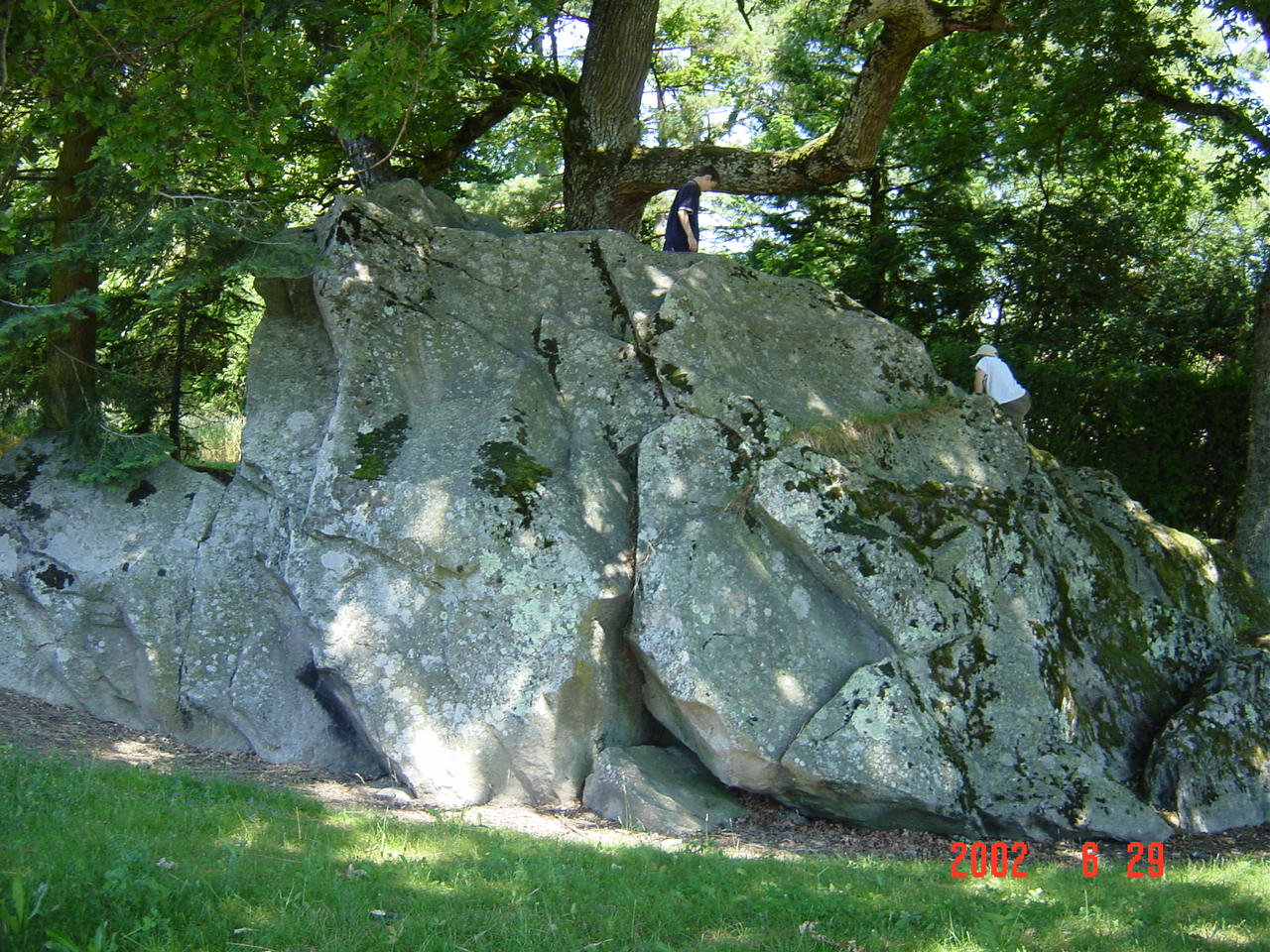
A pedra em Penys
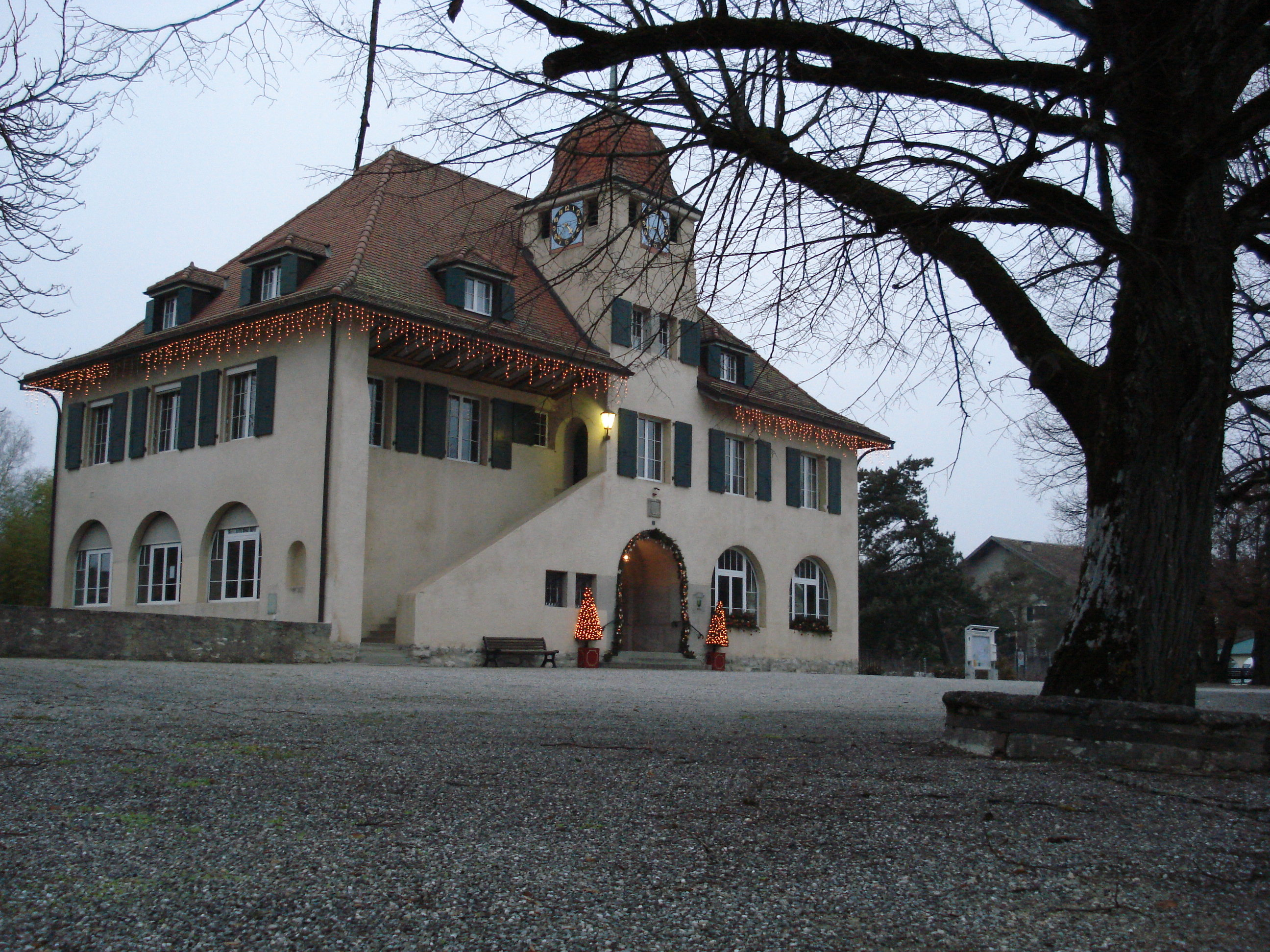
Administration Communale
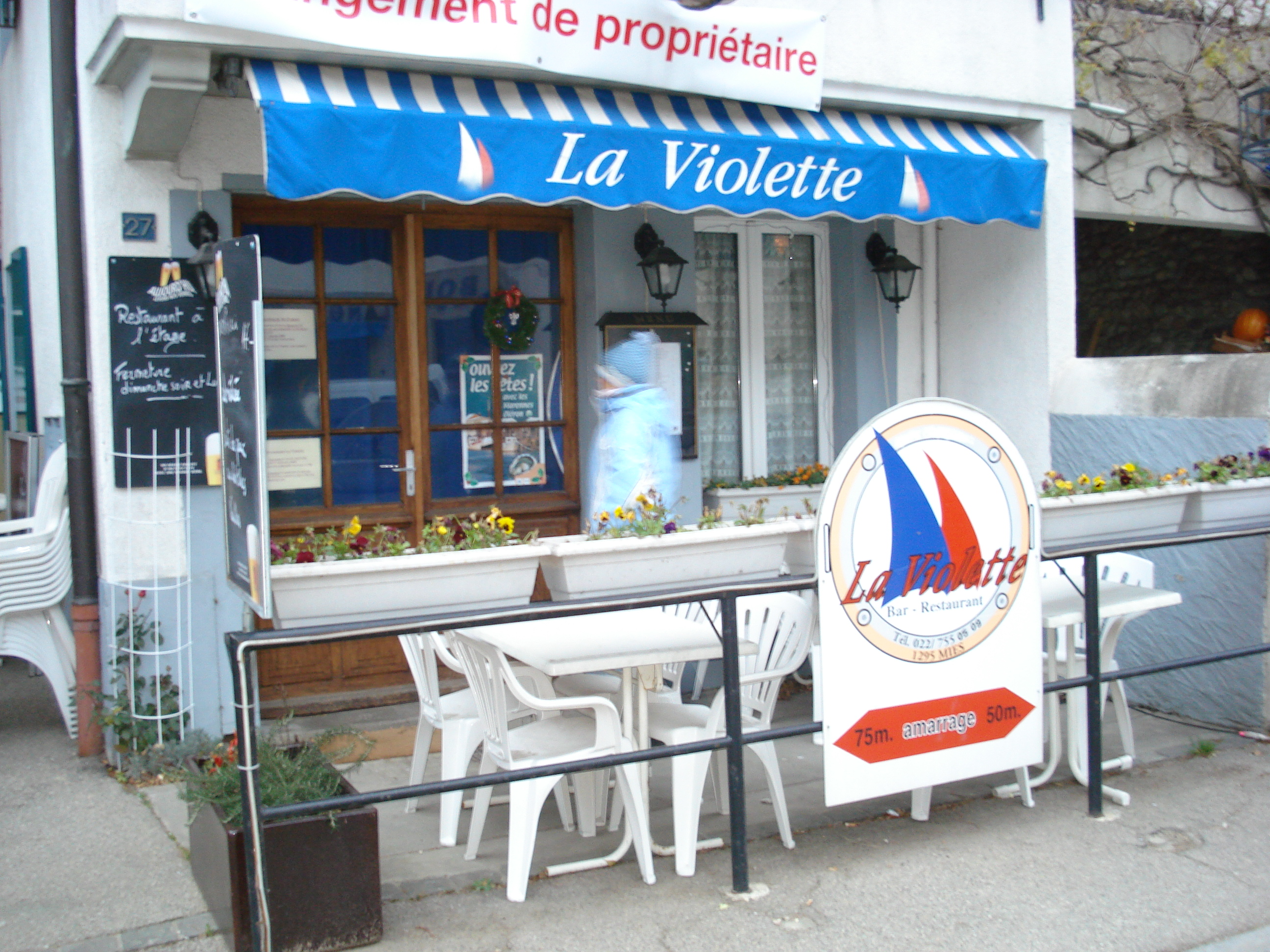
La Violette, Mies
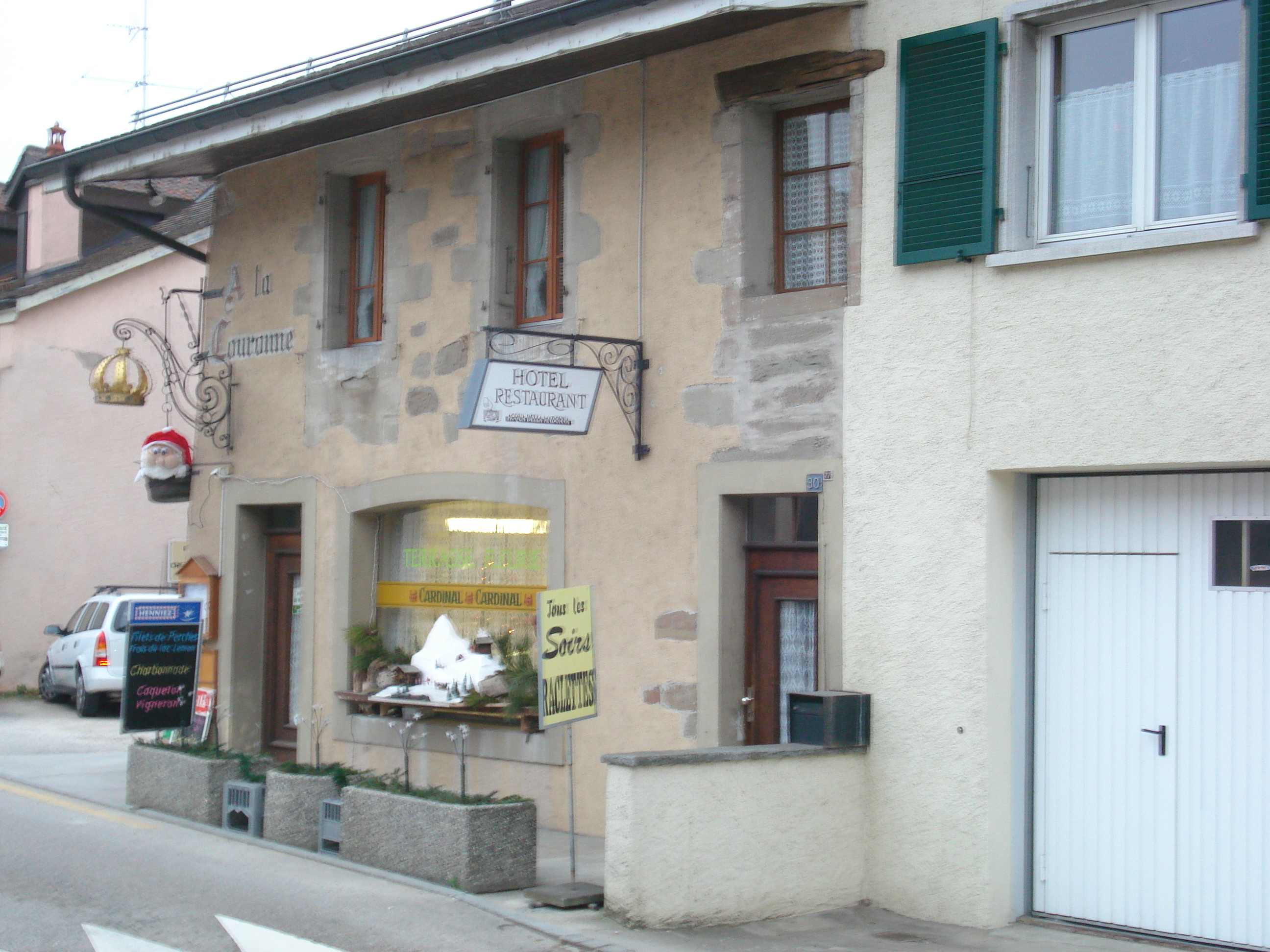
La Couronne
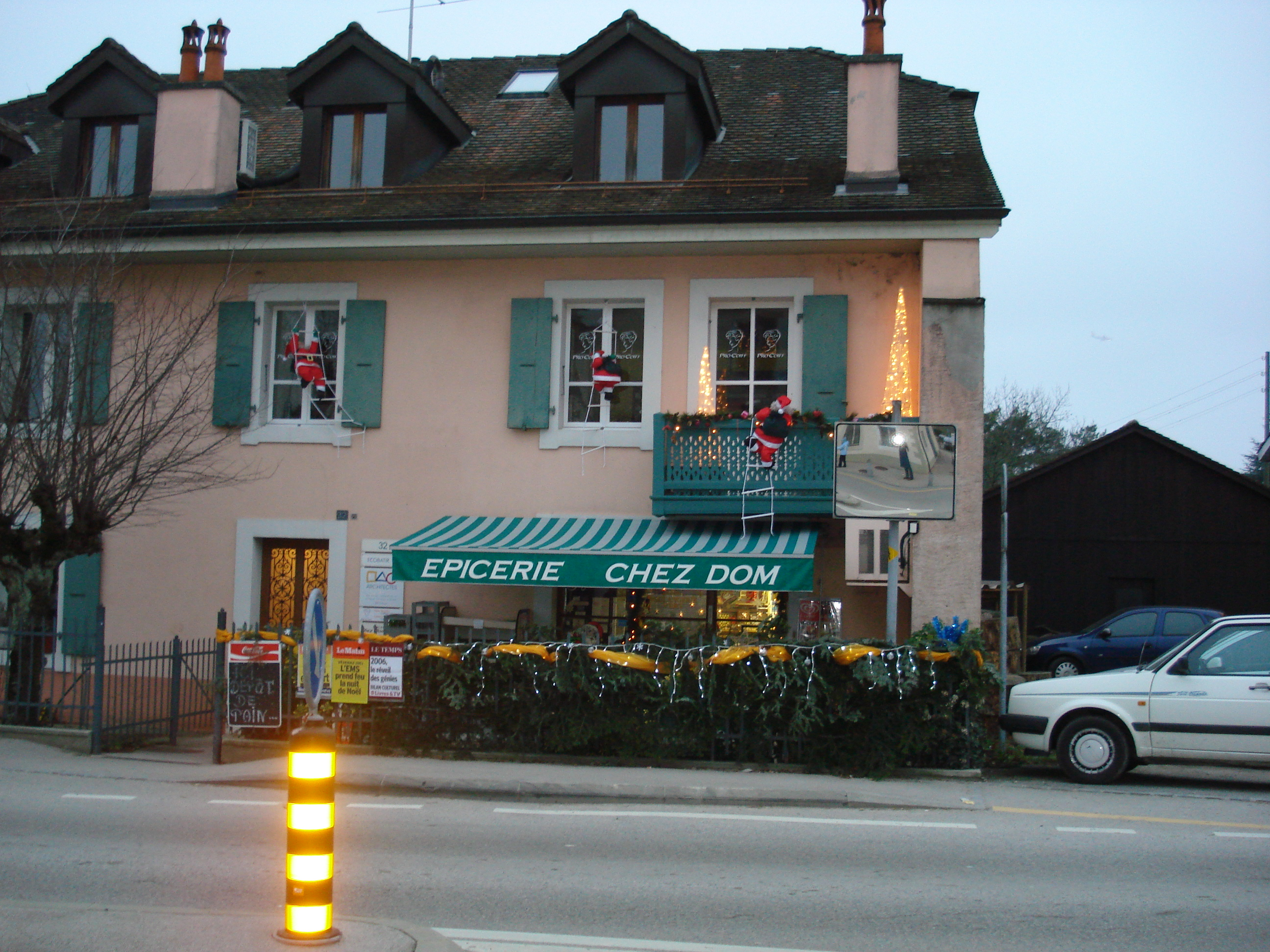
Chez Dominique